# Limnephilus assimilis
Limnephilus assimilis là một loài Trichoptera trong họ Limnephilidae. Chúng phân bố ở miền Tân bắc.